# دسك بالا (حومة بم)
دسك بالا (بالفارسية: دسک بالا) هي قرية تقع في إيران في منطقة مركزية ريفية. يقدر عدد سكانها بـ 58 نسمة بحسب إحصاء 2016.